# Josip Iličić
Josip Iličić (phát âm tiếng Serbia-Croatia: [jǒsip ǐlitʃitɕ]; sinh ngày 29 tháng 1 năm 1988) là một cầu thủ bóng đá chuyên nghiệp người Slovenia chơi bóng ở vị trí tiền vệ công cho Maribor và Đội tuyển bóng đá quốc gia Slovenia. Anh bắt đầu sự nghiệp trong màu áo câu lạc bộ Bonifika, tiếp đó là Interblock và Maribor tại quê nhà, trước khi chuyển đến Ý đầu quân cho Palermo vào năm 2010. Năm 2013, anh ký hợp đồng gia nhập Fiorentina và hiện tại là Atalanta vào năm 2017. Ở cấp độ tuyển quốc gia, Iličić có trận ra mắt đội một của Slovenia vào năm 2010 cho đến khi chia tay đội tuyển quốc gia vào năm 2021.

## Sự nghiệp câu lạc bộ

### Đầu sự nghiệp
Sinh ra tại Prijedor, Iličić khởi nghiệp quần đùi áo số tại đội trẻ lần lượt của Triglav Kranj và Britof từ vùng Kranj. Năm 19 tuổi, anh chuyển đến SC Bonifika, nơi anh thi đấu trong một mùa bóng tại giải bóng đá hạng nhì Slovenia 2. SNL. Đó là lúc anh được Interblock để ý và chiêu mộ, tại đây anh có hai mùa góp mặt ở giải bóng đá hạng nhất Slovenia 1. SNL. Cuối mùa 2009–10, Interblock bị rớt hạng xuống 2. SNL sau hai trận đấu loại trực tiếp với Triglav. Dù là một trong những chân sút xuất sắc nhất của đội và một trong những tài năng triển vọng nhất của bóng đá Slovenia, nhưng Iličić chỉ kết thúc mùa giải với vai trò cầu thủ dự bị.

### Palermo
Iličić ra mắt trong màu áo đội bóng mới Palermo tại Serie A vào ngày 12 tháng 9 năm 2010 trong cuộc đối đầu với Brescia khi vào sân thế chỗ Giulio Migliaccio trong hiệp hai. Ở vòng đấu kế tiếp, anh được đá chính từ đầu và ghi một bàn thắng cho Palermo trên sân nhà vào lưới các nhà đương kim vô địch Inter Milan. 4 ngày sau, tức ngày 23 tháng 9 năm 2010, anh ghi bàn thắng thứ hai trong mùa giải, lần này là vào lưới một ông lớn khác của bóng đá Ý là Juventus. Anh tiếp tục thể hiện màn trình diễn tốt trước các đội bóng hàng đầu của Ý khi ghi một pha lập công lần lượt xé lưới Fiorentina (3 tháng 10 năm 2010) và Roma (ngày 28 tháng 11 năm 2010).

### Fiorentina
Ngày 5 tháng 6 năm 2017, Palermo chính thức xác nhận đã bán Iličić cho đối thủ kình địch ở Serie A là Fiorentina trên trang website của đội. Sau đó, thỏa thuận được bên phía Fiorentina chính thức công bố trên trang web của đội. Mức phí chuyển nhượng không được tiết lộ, được đồn đoán rơi vào mức 9 triệu euro tính cả phụ phí. Anh ghi 6 pha lập công trong mùa giải đầu tiên cho Fiorentina. Đối với anh mùa 2014–15 còn thành công hơn khi kết thúc mùa với vị thế vua phá lưới của câu lạc bộ – 10 bàn thắng trên mọi đấu trường, ngang với Mario Gómez.

### Atalanta
Ngày 5 tháng 7 năm 2017, Atalanta đã ký hợp đồng với Iličić từ Fiorentina với mức phí được cho là 5,5 triệu euro sau khi Fiorentina từ chối gia hạn hợp đồng với anh. Iličić ngay lập tức gây dựng được tầm ảnh hưởng trong năm đầu tiên tại Atalanta. Anh phá lưới 11 lần giúp đội kết thúc ở vị trí thứ 7. Năm kế tiếp anh ghi 12 bàn trong một mùa giải lịch sử mà Atalanta cán đích ở vị trí số 3 tại Serie A, đem về cho họ một suất dự vòng bảng thuộc Champions League lần đầu tiên. Anh cũng được trao một suất góp mặt trong đội hình xuất sắc nhất mùa tại Serie A bên cạnh đồng đội Duván Zapata.
Ngày 25 tháng 1 năm 2020, Iličić lập một cú hat-trick, trong đó có một cú sút phạt từ vạch giữa sân trong chiến thắng đậm 7-0 trước Torino tại Serie A. Ngày 10 tháng 3 năm 2020, Iličić ghi cả bốn bàn thắng cho Atalanta tại vòng 16 đội của UEFA Champions league 2019–20 trước đối thủ Valencia của Tây Ban Nha, qua đó ấn định thắng lợi 4-3 chung cuộc và giúp Atalanta tiến vào vòng tứ kết. Không chỉ trở thành cầu thủ đầu tiên trong lịch sử giải đấu ghi 4 bàn trên sân khách ở một trận đấu loại trực tiếp, anh còn là cầu thủ lớn tuổi nhất ghi 4 bàn chỉ trong một trận đấu, khi đã 32 tuổi 41 ngày. Iličić cũng đoạt danh hiệu Cầu thủ xuất sắc nhất tuần của UEFA sau khi khép lại vòng 16 đội của Champions League.

## Sự nghiệp cấp đội tuyển
Iličić đã bỏ lỡ giải vô địch thế giới 2010 nhưng có trận ra mắt đội một của tuyển quốc gia trong một trận đấu giao hữu với Úc vào ngày 11 tháng 8 năm 2010. Ngày 10 tháng 9 năm 2013, anh ghi bàn thắng đầu tiên cho đội tuyển vào lưới đảo Síp.

## Lối chơi
Vốn là một cầu thủ thuận chân trái, Iličić có thể thi đấu như một tiền đạo thứ hai, tiền vệ lệch biên hoặc chạy cánh dù ở trái hay phải, hay thậm chí ở vị trí trung tâm như một tiền vệ công ở đội hình 4-3-2-1 hoặc 4-2-3-1. Cựu huấn luyện viên của Iličić tại Palermo, ông Bortolo Mutti tin rằng hệ thống 4-3-3 là đội hình lý tưởng để phát huy những tố chất của anh, bởi nó cho phép chân sút người Slovenia được chuyển sang hành lang cánh phải, từ đó anh có thể cứa lòng (cut inside) và sút vào gôn bằng chân thuận của mình. Đôi khi Iličić cũng từng được bố trí đá tiền vệ trung tâm, dù cho đây không phải vị trí yêu thích của anh. Trong thời gian chơi bóng tại Atalanta, cầu thủ này thường được sử dụng đá dâng cao tự do trong đội hình 3–4–3 dưới sự chỉ đạo của huấn luyện viên Gian Piero Gasperini.

## Thống kê sự nghiệp

### Cấp câu lạc bộ
Tính đến trận đấu đã diễn ra 19 tháng 5 năm 2024
| Câu lạc bộ          | Mùa giải            | Vô địch quốc gia    | Vô địch quốc gia | Vô địch quốc gia | Cúp Quốc gia | Cúp Quốc gia | Liên lục địa | Liên lục địa | Khác | Khác      | Tổng cộng | Tổng cộng |
| Câu lạc bộ          | Mùa giải            | Hạng đấu            | Trận             | Bàn thắng        | Trận         | Bàn thắng    | Trận         | Bàn thắng    | Trận | Bàn thắng | Trận      | Bàn thắng |
| ------------------- | ------------------- | ------------------- | ---------------- | ---------------- | ------------ | ------------ | ------------ | ------------ | ---- | --------- | --------- | --------- |
| Bonifika            | 2007–08             | 2. SNL              | 24               | 3                | —            | —            | —            | —            | —    | —         | 24        | 3         |
| Interblock          | 2008–09             | 1. SNL              | 27               | 9                | 4            | 1            | —            | —            | 0    | 0         | 31        | 10        |
| Interblock          | 2009–10             | 1. SNL              | 28               | 3                | 3            | 1            | 2            | 0            | 2    | 0         | 35        | 4         |
| Interblock          | Tổng cộng           | Tổng cộng           | 55               | 12               | 7            | 2            | 2            | 0            | 2    | 0         | 66        | 14        |
| Maribor             | 2010–11             | 1. SNL              | 5                | 1                | 0            | 0            | 6            | 3            | —    | —         | 11        | 4         |
| Palermo             | 2010–11             | Serie A             | 34               | 8                | 5            | 0            | 0            | 0            | —    | —         | 39        | 8         |
| Palermo             | 2011–12             | Serie A             | 33               | 2                | 1            | 3            | 2            | 1            | —    | —         | 36        | 6         |
| Palermo             | 2012–13             | Serie A             | 31               | 10               | 1            | 1            | —            | —            | —    | —         | 32        | 11        |
| Palermo             | Tổng cộng           | Tổng cộng           | 98               | 20               | 7            | 4            | 2            | 1            | —    | —         | 107       | 25        |
| Fiorentina          | 2013–14             | Serie A             | 21               | 3                | 2            | 1            | 8            | 2            | —    | —         | 31        | 6         |
| Fiorentina          | 2014–15             | Serie A             | 25               | 8                | 2            | 0            | 7            | 2            | —    | —         | 34        | 10        |
| Fiorentina          | 2015–16             | Serie A             | 30               | 13               | 1            | 0            | 6            | 2            | —    | —         | 37        | 15        |
| Fiorentina          | 2016–17             | Serie A             | 29               | 5                | 2            | 0            | 4            | 1            | —    | —         | 35        | 6         |
| Fiorentina          | Tổng cộng           | Tổng cộng           | 105              | 29               | 7            | 1            | 25           | 7            | —    | —         | 137       | 37        |
| Atalanta            | 2017–18             | Serie A             | 31               | 11               | 4            | 0            | 6            | 4            | —    | —         | 41        | 15        |
| Atalanta            | 2018–19             | Serie A             | 31               | 12               | 5            | 1            | 0            | 0            | —    | —         | 36        | 13        |
| Atalanta            | 2019–20             | Serie A             | 26               | 15               | 1            | 1            | 7            | 5            | —    | —         | 34        | 21        |
| Atalanta            | 2020–21             | Serie A             | 28               | 6                | 4            | 0            | 6            | 1            | —    | —         | 38        | 7         |
| Atalanta            | 2021–22             | Serie A             | 20               | 3                | 0            | 0            | 4            | 1            | —    | —         | 24        | 4         |
| Atalanta            | Tổng cộng           | Tổng cộng           | 136              | 47               | 14           | 2            | 23           | 11           | —    | —         | 173       | 60        |
| Maribor             | 2022–23             | 1. SNL              | 11               | 2                | 3            | 0            | —            | —            | —    | —         | 14        | 2         |
| Maribor             | 2023–24             | 1. SNL              | 31               | 8                | 2            | 0            | 3            | 1            | —    | —         | 36        | 9         |
| Maribor             | Tổng cộng           | Tổng cộng           | 42               | 10               | 5            | 0            | 3            | 1            | —    | —         | 50        | 11        |
| Tổng cộng sự nghiệp | Tổng cộng sự nghiệp | Tổng cộng sự nghiệp | 465              | 122              | 40           | 9            | 61           | 23           | 2    | 0         | 568       | 154       |

1. 1 2 3 4 5 6 7 8  Ra sân tại UEFA Europa League
2. ↑  Ra sân tại các trận play-off thăng-xuống hạng ở giải hạng nhất Slovenia
3. 1 2 3  Ra sân ở UEFA Champions League
4. ↑  Ra sân ở UEFA Europa Conference League

### Cấp đội tuyển
Tính đến 8 tháng 6 năm 2024
| Slovenia  | Slovenia | Slovenia  |
| Năm       | Số trận  | Bàn thắng |
| --------- | -------- | --------- |
| 2010      | 6        | 0         |
| 2011      | 8        | 0         |
| 2012      | 8        | 0         |
| 2013      | 1        | 1         |
| 2014      | 4        | 0         |
| 2015      | 8        | 1         |
| 2016      | 9        | 0         |
| 2017      | 6        | 3         |
| 2018      | 5        | 0         |
| 2019      | 10       | 4         |
| 2020      | 3        | 1         |
| 2021      | 11       | 6         |
| 2024      | 2        | 1         |
| Tổng cộng | 81       | 17        |

### Bàn thắng quốc tế
Bàn thắng và kết quả của Slovenia được để trước.
| #  | Ngày                 | Địa điểm                                  | Số trận | Đối thủ       | Bàn thắng | Kết quả | Giải đấu                    |
| -- | -------------------- | ----------------------------------------- | ------- | ------------- | --------- | ------- | --------------------------- |
| 1  | 10 tháng 9 năm 2013  | Sân vận động GSP, Nicosia, Síp            | 23      | Síp           | 2–0       | 2–0     | Vòng loại World Cup 2014    |
| 2  | 27 tháng 3 năm 2015  | Sân vận động Stožice, Ljubljana, Slovenia | 28      | San Marino    | 1–0       | 6–0     | Vòng loại Euro 2016         |
| 3  | 10 tháng 6 năm 2017  | Sân vận động Stožice, Ljubljana, Slovenia | 46      | Malta         | 1–0       | 2–0     | Vòng loại World Cup 2018    |
| 4  | 4 tháng 9 năm 2017   | Sân vận động Stožice, Ljubljana, Slovenia | 48      | Litva         | 1–0       | 4–0     | Vòng loại World Cup 2018    |
| 5  | 4 tháng 9 năm 2017   | Sân vận động Stožice, Ljubljana, Slovenia | 48      | Litva         | 2–0       | 4–0     | Vòng loại World Cup 2018    |
| 6  | 10 tháng 6 năm 2019  | Sân vận động Daugava, Riga, Latvia        | 59      | Latvia        | 3–0       | 5–0     | Vòng loại Euro 2020         |
| 7  | 10 tháng 6 năm 2019  | Sân vận động Daugava, Riga, Latvia        | 59      | Latvia        | 4–0       | 5–0     | Vòng loại Euro 2020         |
| 8  | 10 tháng 10 năm 2019 | Toše Proeski Arena, Skopje, Bắc Macedonia | 62      | Bắc Macedonia | 1–2       | 1–2     | Vòng loại Euro 2020         |
| 9  | 19 tháng 11 năm 2019 | Sân vận động Quốc gia, Warsaw, Ba Lan     | 65      | Ba Lan        | 2–2       | 2–3     | Vòng loại Euro 2020         |
| 10 | 15 tháng 11 năm 2020 | Sân vận động Stožice, Ljubljana, Slovenia | 67      | Kosovo        | 2–1       | 2–1     | UEFA Nations League 2020–21 |
| 11 | 27 tháng 3 năm 2021  | Sân vận động Olympic Fisht, Sochi, Nga    | 70      | Nga           | 1–2       | 1–2     | Vòng loại World Cup 2022    |
| 12 | 4 tháng 6 năm 2021   | Sân vận động Bonifika, Koper, Slovenia    | 73      | Gibraltar     | 2–0       | 6–0     | Giao hữu                    |
| 13 | 4 tháng 6 năm 2021   | Sân vận động Bonifika, Koper, Slovenia    | 73      | Gibraltar     | 5–0       | 6–0     | Giao hữu                    |
| 14 | 8 tháng 10 năm 2021  | Sân vận động quốc gia, Ta' Qali, Malta    | 76      | Malta         | 1–0       | 4–0     | Vòng loại World Cup 2022    |
| 15 | 8 tháng 10 năm 2021  | Sân vận động quốc gia, Ta' Qali, Malta    | 76      | Malta         | 3–0       | 4–0     | Vòng loại World Cup 2022    |
| 16 | 11 tháng 10 năm 2021 | Ljudski vrt, Maribor, Slovenia            | 77      | Nga           | 1–2       | 1–2     | Vòng loại World Cup 2022    |
| 17 | 4 tháng 6 năm 2024   | Sân vận động Stožice, Ljubljana, Slovenia | 81      | Armenia       | 2–1       | 2–1     | Giao hữu                    |

## Danh hiệu
Interblock
- Cúp Slovenia: 2008–09[32]
- Á quân Siêu cúp Slovenia: 2009[32]

Maribor
- Á quân Siêu cúp Slovenia: 2010[32]

Palermo
- Á quân Coppa Italia: 2010–11[32]

Fiorentina
- Á quân Coppa Italia: 2013–14[32]

Atalanta
- Á quân Coppa Italia: 2018–19[32]

Cá nhân
- Đội hình hay nhất mùa của Serie A: 2018–19[35]
- Cầu thủ Slovenia xuất sắc nhất năm: 2019[36]